# Cratere Bramimond
Bramimond è un cratere sulla superficie di Giapeto.